# Orson Scott Card
Pour les articles homonymes, voir Card.
Ne doit pas être confondu avec John Dickson Carr.
Œuvres principales
- Le Cycle d'Ender
- Les Chroniques d'Alvin le Faiseur
- Le Cycle de la Terre des origines

Orson Scott Card, né le 24 août 1951 à Richland dans l'État de Washington, est un écrivain de science-fiction et de fantasy américain.
Il reçoit les prix Hugo et Nebula deux années consécutives pour les deux premiers opus du Cycle d'Ender, une première dans l'histoire de la science-fiction. Il a également reçu huit prix Locus, entre autres récompenses.

## Biographie
Né dans l'État de Washington aux États-Unis, Orson Scott Card a été missionnaire au Brésil. Il est membre de l'Église de Jésus-Christ des saints des derniers jours (mormons) et enseigne actuellement à Salt Lake City.
En 1977, il publie une première nouvelle, pour laquelle il obtient le prix Astounding du meilleur nouvel écrivain de science-fiction. En 1979, il publie son premier roman, Une planète nommée trahison.
En 1985, il publie La Stratégie Ender, récompensé à la fois par le prix Hugo du meilleur roman et par le prix Nebula du meilleur roman. La suite de ce roman, La Voix des morts, reçoit à nouveau le prix Hugo et le prix Nebula, une première dans l'histoire de la science-fictionn.
Au cours des années 1990, il participe à la réalisation de plusieurs jeux vidéo chez LucasArts comme Loom, The Dig ou The Secret of Monkey Island.
Malgré le succès du cycle d'Ender, cet auteur est plutôt orienté vers la fantasy.
En 2005, il scénarise deux mini-séries de comics Ultimate Iron Man pour Marvel Comics dessinées par Adam Kubert et Pasqual Ferry.
En avril 2009, la National Organization for Marriage, une association politique américaine luttant contre la légalisation du mariage homosexuel aux États-Unis, le nomme à son conseil d'administration, poste qu'il occupe jusqu'à son départ en 2013.
Il est le père d'un enfant handicapé.
Ses œuvres tournent toujours autour du facteur humain, la technologie (ou son absence !) n'étant que la toile de fond sur laquelle évoluent les personnages, souvent de jeunes enfants, qui vivent souvent une trajectoire initiatique. Sa foi mormone apparaît plus ou moins selon les romans. La religion, qu'il s'agisse de cultes créés de toutes pièces, comme dans le Cycle d'Ender, ou existants, est souvent présente dans ses œuvres, et sa connaissance des textes sacrés est très poussée.

## Opinions politiques
En 1990, Orson Scott Card a publié un essai dans lequel il parle de l'homosexualité comme d'un péché. Il a plus tard tenté de prendre ses distances avec ce texte en expliquant qu'il s'adressait à des mormons et que les mentalités de l'époque étaient en accord avec ce texte.
En revanche, il a dénoncé l'instrumentalisation du mot homophobie par les activistes LGBT : « Dans la très grande majorité des cas où j'ai vu le (terme) homophobie utilisé, néanmoins, il a été utilisé non pour décrire l'état pathologique, mais plutôt comme un vilain mot à jeter à quelqu'un qui ne va pas dans le sens de l'agenda politique ou de l'auto-histoire de différents courants activistes de la communauté homosexuelle américaine. ».
Le 3 mai 2012, il a écrit un article pour le site Rhino Times où il explique son opposition au mariage homosexuel. Ces positions lui ont valu le lancement d'une pétition sur le site internet militant LGBT AllOut.org lors de l'annonce par l’éditeur de comics DC de sa décision d'embaucher Orson Scott Card pour scénariser une nouvelle série Adventures of Superman.

## Œuvre

### SérieLe Cycle d'Ender
Le Cycle d'Ender commence avec l'histoire d'Ender (le troisième et « dernier » fils de sa famille, d'où le nom, dérivé également de son nom : Andrew Wiggin) qui, âgé de six ans, est éduqué afin de mener les forces terriennes pour vaincre une race insectoïde d'extra-terrestres surnommée les « Doryphores » et semblant hostile à l'humanité. La suite du cycle va conduire Ender à rencontrer une autre espèce et à finalement aider celle qu'il a vaincue. Il va pousser très loin sa réflexion sur la différence et la ressemblance. Le propos est bien le concept de conscience et la manière dont on reconnaît (ou non) celle-ci à autrui.
1. La Stratégie Ender, Opta, coll. « Club du livre d'anticipation », 1986 ((en) Ender's Game, 1985)
2. La Voix des morts, Opta, coll. « Club du livre d'anticipation », 1987 ((en) Speaker for the Dead, 1986)
3. Xénocide, Robert Laffont, coll. « Ailleurs et Demain », 1993 ((en) Xenocide, 1991)
4. Les Enfants de l'esprit, J'ai lu, 2000 ((en) Children of the Mind, 1996)
5. Une guerre de dons, 2015 ((en) A War of Gifts, 2007)Paru dans le recueil Ender : Préludes - Dans les pas de Zeck Morgan à l'école de guerre durant La Stratégie Ender
6. Ender : L'Exil, L'Atalante, coll. « La Dentelle du cygne », 2010 ((en) Ender in Exile, 2008)Les années d'exil se situant entre La Stratégie Ender et La Voix des morts

Nouvelles :
- Ender Wiggin - Premières rencontres, L'Atalante, coll. « La Dentelle du cygne », 2007 ((en) First Meetings, 2002)Recueil de quatre nouvelles
  - Le Petit Polonais ((en) The Polish Boy, 2003)L'enfance du père d'Ender, avant La Stratégie Ender
  - L'Étudiant ((en) Teacher's Pest, 2003)Comment le père d'Ender séduit sa future femme
  - La Stratégie Ender ((en) Ender's Game, 1977)L'histoire originale, plus courte et parcellaire, dont La Stratégie Ender est une version améliorée et fortement complétée. L'auteur se serait inspiré de Étoiles, garde-à-vous ! (Starship Troopers) de Robert A. Heinlein
  - Le Conseiller financier ((en) Investment Counselor, 1999)Première rencontre entre Jane et Ender, se situe entre les deux premiers tomes
- Ender : Préludes, J'ai lu, coll. « Nouveaux Millénaires », 2015Recueil de cinq nouvelles
  - Mazer en prison, 2015 ((en) Mazer in Prison, 2005)La création de l'école de guerre par Mazer Rackham et Hyrum Graff
  - Joli Garçon, 2015 ((en) Pretty Boy, 2006)Comment « Bonzo » Madrid parvient à intégrer l'école de guerre
  - Le Tricheur, 2013 ((en) Cheater, 2006)Comment « Hot Soup » Han Tzu parvient à intégrer l'école de guerre - Première traduction en français dans le magazine Solaris no 185
  - Un cadeau pour Ender, 2015 ((en) Ender's Stocking, 2007)Comment Peter, le frère d'Ender, arrive à comprendre comment il peut amener les gens à faire ce qu'il veut
  - Une guerre de dons, 2015 ((en) A War of Gifts, 2007)Dans les pas de Zeck Morgan à l'école de guerre durant La Stratégie Ender
- (en) Gloriously Bright, 1991
- (en) A Young Man with Prospects, 2007Comment Alessandra et Dorabella Toscano arrêtent la colonisation d'un des anciens mondes formiques (nouvelle publiée en ligne)
- (en) The Gold Bug, 2007Comment Sel Menach, le leader d'une monde colonisé, s'efface afin de laisser Ender Wiggin prendre les fonctions de gouverneur (nouvelle publiée en ligne)
- (en) Ender's Homecoming, 2008Comment les parents et la sœur d'Ender complotent contre lui afin de lui éviter de retourner sur la Terre afin de le garder sain et sauf (nouvelle publiée en ligne)
- (en) Ender in Flight, 2008L'histoire d'une lutte de pouvoir entre Ender et l'amiral Quincy Morgan pendant le voyage vers le monde colonisé nommé Shakespeare (nouvelle publiée en ligne)

### SérieLa Saga des ombres
La Saga des ombres est consacrée à l'histoire de "Bean", jeune garçon surdoué aux origines plus artificielles, ami et lieutenant d'Ender, formé comme suppléant éventuel.
1. La Stratégie de l'ombre, L'Atalante, coll. « La Dentelle du cygne », 2001 ((en) Ender's Shadow, 1999)
2. L'Ombre de l'Hégémon, L'Atalante, coll. « La Dentelle du cygne », 2002 ((en) Shadow of the Hegemon, 2000)
3. Les Marionnettes de l'ombre, L'Atalante, coll. « La Dentelle du cygne », 2004 ((en) Shadow Puppets, 2002)
4. L'Ombre du géant, L'Atalante, coll. « La Dentelle du cygne », 2007 ((en) Shadow of the Giant, 2005)
5. Les Rejetons de l'ombre, L'Atalante, coll. « La Dentelle du cygne », 2013 ((en) Shadows in Flight, 2012)
6. (en) The Last Shadow, 2021

Remarque : ce cycle de l'ombre ne semble pas figurer dans les éditions et critiques anglophones de l'œuvre d'Orson Scott Card. Les romans La Stratégie de l'ombre, L'Ombre de l'Hégémon, Les Marionnettes de l'ombre et L'Ombre du géant y font partie du cycle d'Ender.

### SérieLa Première Guerre formique
Cette trilogie est coécrite avec Aaron Johnston (en).
1. Avertir la Terre, L'Atalante, coll. « La Dentelle du cygne », 2013 ((en) Earth Unaware, 2012)
2. La Terre embrasée, L'Atalante, coll. « La Dentelle du cygne », 2014 ((en) Earth Afire, 2013)
3. Terre : Le Réveil, L'Atalante, coll. « La Dentelle du cygne », 2015 ((en) Earth Awakens, 2014)

### SérieLa Seconde Guerre formique
Cette trilogie est coécrite avec Aaron Johnston (en).
1. (en) The Swarm, 2016
2. (en) The Hive, 2019
3. (en) The QueensÀ paraître

### SérieFleet School
1. (en) Children of the Fleet, 2017

### SérieLes Chroniques d'Alvin le Faiseur
Ce cycle (qui est une uchronie) se passe dans une Amérique du XIXe siècle où la magie est présente. Chaque personnage a un « talent » magique plus ou moins développé, y compris des personnages empruntés à l'histoire réelle des États-Unis d'Amérique.
1. Le Septième Fils, L'Atalante, coll. « La Dentelle du cygne », 1991 ((en) Seventh Son, 1987)
2. Le Prophète rouge, L'Atalante, coll. « La Dentelle du cygne », 1992 ((en) Red Prophet, 1988)
3. L'Apprenti, L'Atalante, coll. « La Dentelle du cygne », 1993 ((en) Prentice Alvin, 1989)
4. Le Compagnon, L'Atalante, coll. « La Dentelle du cygne », 1996 ((en) Alvin Journeyman, 1995)
5. Flammes de vie, L'Atalante, coll. « La Dentelle du cygne », 1999 ((en) Heartfire, 1998)
6. La Cité de cristal, L'Atalante, coll. « La Dentelle du cygne », 2004 ((en) The Crystal City, 2003)
7. titre en français à paraître, éditeur français inconnu, 2026 ((en) Master Alvin, 2026)

Nouvelles :
- L'Homme-au-grand-sourire ((en) Grinning Man, 1998)dans Legends, anthologie de Robert Silverberg (Légendes, Éditions 84 1999)
- Sur le Yazoo Queen ((en) Yazoo Queen, 2003)dans Legends 2, anthologie de Robert Silverberg (Légendes de la fantasy 1, Pygmalion 2005)

### SérieLes Femmes de la genèse
1. (en) Sarah, 2000
2. (en) Rebekah, 2001
3. (en) Rachel and Leah, 2004
4. (en) The Wives of IsraelÀ paraître
5. (en) The Sons of RachelÀ paraître

### SérieLe Cycle de la Terre des origines
Après quarante millions d'années d'efforts sur une lointaine planète, le super-ordinateur Surâme se fait vieux et constate amèrement que ses efforts n'ont mené à rien, car l'Homme est incapable d'harmonie. Il décide de lancer une mission de retour vers la Terre. Cette œuvre en cinq tomes peut être vue sous l'angle d'une réadaptation fantastique du livre de Mormon. Ce livre qui est la base de la religion des mormons, raconte l'histoire de Léhi qui quitte Jérusalem pour échapper à sa destruction pour rejoindre le continent américain avec l'aide de Dieu.
1. Basilica, L'Atalante, coll. « La Dentelle du cygne », 1995 ((en) The Memory of Earth, 1992)
2. Le Général, L'Atalante, coll. « La Dentelle du cygne », 1995 ((en) The Call of Earth, 1992)
3. L'Exode, L'Atalante, coll. « La Dentelle du cygne », 1996 ((en) The Ships of Earth, 1994)
4. Le Retour, L'Atalante, coll. « La Dentelle du cygne », 1996 ((en) Earthfall, 1995)
5. Les Terriens, L'Atalante, coll. « La Dentelle du cygne », 1997 ((en) Earthborn, 1995)

### SérieLa Geste Valois
Ensemble de deux livres, un roman et une série de "contes", en fait de courtes nouvelles. Les contes se passent chronologiquement avant le roman, mais doivent être lus après, ayant été écrits dans ce but. Ils relatent des histoires-anecdotes à propos des futurs personnages du roman : il vaut mieux savoir quel sera le rôle de chacun de ceux-ci afin de mieux apprécier l'ensemble, plutôt que de lire des nouvelles qui semblent indépendantes les unes des autres, dans un contexte et un monde inconnus car présentés dans le roman.
1. Jason Valois, L'Atalante, coll. « La Dentelle du cygne », 1994 ((en) The Worthing Chronicle, 1983)
2. Contes de Capitole et de la forêt des eaux, L'Atalante, coll. « La Dentelle du cygne », 1994 ((en) Tales of Capitol- Tales of the Forest of Waters, 1990)
  - Et les pierres ricochaient sur l'eau ((en) Skipping Stones, 1979)
  - Re-naissance ((en) Second Chance, 1979)
  - Spectacle-vie ((en) Lifeloop, 1978)
  - Sabotage ! ((en) Breaking the Game, 1979)
  - Le Massacre des enfants ((en) Killing Children, 1978)
  - Et que ferons nous demain ? ((en) And What Will We Do Tomorow ?, 1979)
  - La Ferme Valois ((en) Worthing Farm, 1979)
  - L'Auberge Valois ((en) Worthing Inn, 1979)
  - Le Rémouleur ((en) The Tinker, 1980)

### SérieObservatoire du temps
- La Rédemption de Christophe Colomb, L'Atalante, coll. « La Dentelle du cygne », 1998 ((en) Pastwatch: The Redemption of Christopher Columbus, 1996)
- (en) Pastwatch: The FloodÀ paraître
- (en) Pastwatch: The Garden of EdenÀ paraître

### SérieLes Mages de Westil
1. La Porte perdue, L'Atalante, coll. « La Dentelle du cygne », 2011 ((en) The Lost Gate, 2011)
2. Le Voleur de portes, L'Atalante, coll. « La Dentelle du cygne », 2014 ((en) The Gate Thief, 2013)
3. (en) Gatefather, 2015

#### Conte de Westil
- Père-des-Pierres, L'Atalante, coll. « La Dentelle du cygne », 2015 ((en) Stonefather, 2008)

### SériePisteur
1. Pisteur - Livre 1, J'ai lu, 2013 ((en) Pathfinder, 2010)Paru en français en deux volumes puis réédité en un seul en 2015
2. Pisteur - Livre 2, J'ai lu, 2015 ((en) Ruins, 2012)Paru en français en deux volumes puis réédité en un seul en 2016
3. Pisteur - Livre 3, J'ai lu, 2016 ((en) Visitors, 2014)Paru en français en deux volumes puis réédité en un seul en 2017

### SérieMayflower
1. (en) Lovelock, 1994Écrit avec Kathryn H. Kidd (en).
2. (en) RasputinÉcrit avec Kathryn H. Kidd (en). À paraître

### SérieMicropowers
1. (en) Lost and Found, 2019
2. (en) Duplex, 2021

### SérieThe Side Step
1. (en) Wakers, 2022

### Romans indépendants
- Une planète nommée trahison, Denoël, coll. « Présence du futur », 1980 ((en) A Planet Called Treason, 1979)
- Les Maîtres chanteurs, Denoël, coll. « Présence du futur », 1982 ((en) Song Masters, 1980)
- Espoir-du-cerf, Denoël, coll. « Présence du futur », 1984 ((en) Hart's hope, 1983)
- (en) A Woman of Destiny, 1984
- Patience d'Imakulata, L'Atalante, coll. « La Dentelle du cygne », 1997 ((en) Wyrms, 1987)
- Trahison, L'Atalante, coll. « La Dentelle du cygne », 2008 ((en) Treason, 1988)
- Abyss, J'ai lu, 1989 ((en) The Abyss, 1989)Novellisation du film de James Cameron de 1989
- (en) Lost Boys, 1992
- Le Trésor dans la boîte, L'Atalante, coll. « La Dentelle du cygne », 1998 ((en) Treasure Box, 1996)
- (en) Stone Tables, 1997
- (en) Homebody, 1998
- Enchantement, L'Atalante, coll. « La Dentelle du cygne », 2000 ((en) Enchantment, 1999)
- (en) Magic Mirror, 1999Écrit avec Nathan Andrew Pinnock. Livre pour enfant
- (en) Magic Street, 2005
- (en) Invasive Procedures, 2007Écrit avec Aaron Johnston (en).
- (en) Zanna's Gift, 2008
- (en) A Town Divided by Christmas, 2018

### Recueils de nouvelles

#### SériePortulans de l'imaginaire
1. L'Homme transformé - Récits d'angoisse, L'Atalante, coll. « La Dentelle du cygne », 2000 ((en) The Changed Man, 1990)Introduction et postface de l'auteur
  - L'Homme transformé et le roi des mots ((en) The Changed Man and the King of Words, 1981)
  - Les Euménides dans les toilettes du quatrième ((en) Eumenides in the Fourth Floor Lavatory, 1979)
  - Quietus ((en) Quietus, 1979)
  - Exercices respiratoires ((en) Deep Breathing Exercises, 1979)
  - Commerce de gros ((en) Fat Farm, 1980)
  - Temps morts ((en) Closing the Timelid, 1979)
  - Jeux sans frontières ((en) Freeway Games, 1979)
  - Les Chants du sépulcre ((en) A Sepulchre of Songs, 1981)
  - Contrainte préalable ((en) Prior Restraint, 1986)
  - Souvenirs de ma tête ((en) Memories of My Head, 1990)
  - Enfants perdus ((en) Lost Boys, 1992)Prix Locus de la meilleure nouvelle courte 1990
2. Avatars - Récits d'avenirs, L'Atalante, coll. « La Dentelle du cygne », 2000 ((en) Flux, 1990)Introduction et postface de l'auteur
  - Milles Morts ((en) A Thousand Deaths, 1978)
  - À moins que l'âme ne tape dans ses mains ((en) Clap Hands and Sing, 1982)
  - Trottecaniche ((en) Dogwalker, 1989)Prix Locus de la meilleure nouvelle longue 1990
  - Faisons comme si ce n'était pas vrai ((en) But We Try Not to Act Like It, 1979)
  - Retour aux sources ((en) I Put My Blues Genes On, 1978)
  - À la niche ((en) In the Doghouse, 1978)
  - L'Originiste ((en) The Originist, 1989)
3. Sonates frelatées - Fables et contes fantastiques, L'Atalante, coll. « La Dentelle du cygne », 2001 ((en) Monkey Sonatas, 1990)Introduction et postface de l'auteur
  - Sonates sans accompagnement ((en) Unaccompagnied Sonata, 1979)
  - En route pour assassiner Richard Nixon ((en) A Cross-Country Trip To Kill Richard Nixon, 1980)
  - La Salamandre de porcelaine ((en) The Porcelain Salamander, 1981)
  - La Femme du milieu ((en) Middle Woman, 1981)
  - La Brute et la bête ((en) The Bully And The Beast, 1979)
  - L'Ours et la Princesse ((en) The Princess And The Bear, 1980)
  - La Magie du sable ((en) Sandmagic, 1979)
  - Le Plus Beau Jour ((en) The Best Day, 1984)
  - Les Papillons ((en) A Plague Of Butterflies, 1981)
  - Un jardin de roses ((en) The Monkeys Thought 'Twas All in Fun, 1979)
4. Cruels miracles - Contes de la mort, l'espoir et la sainteté, L'Atalante, coll. « La Dentelle du cygne », 2002 ((en) Cruel Miracles, 1990)Introduction et postface de l'auteur
  - Les Dieux mortels ((en) Mortal Gods, 1979)
  - Grâce salvatrice ((en) Saving Grace, 1987)
  - Œil pour œil ((en) Eye for Eye, 1987)Prix Hugo du meilleur roman court 1988
  - Le Conte de Sainte-Amy ((en) St. Amy's Tale, 1980)
  - Mets de roi ((en) Kingsmeat, 1979)
  - Sacré ((en) Holy, 1980)

#### Recueils de nouvelles indépendants
- Sonate sans accompagnement, Denoël, coll. « Présence du futur », 1982 ((en) Unaccompanied sonata and Other Stories, 1981)
  - Les hommes de fer blanc ((en) Tin-men, 1980)
  - Fin de partie ((en) Ender's Game, 1977)
  - Mets de roi ((en) Kingsmeat, 1979)
  - Exercices respiratoires ((en) Deep Breathing Exercices, 1979)
  - Temps mort ((en) Closing the Timelid, 1979)
  - Retour aux sources ((en) I Put My Blues Genes On, 1978)
  - Les eumenides dans les toilettes du quatrième ((en) Eumenides in the Fourth Floor Lavatory, 1979)
  - Les dieux mortels ((en) Mortal Gods, 1979)
  - Quietus ((en) Quietus, 1979)
  - Un jardin de roses ((en) The Monkeys Thought 'Twas All in Fun, 1979)
  - La salamandre de porcelaine ((en) The Porcelain Salamander, 1981)
  - Sonate sans accompagnement ((en) Unaccompagnied Sonata, 1979)

#### Autres nouvelles traduites en français
- Angles ((en) Angles, 2000)dans Destination 3001, anthologie de Robert Silverberg et Jacques Chambon (Flammarion Imagine 2000)
- Les Éléphants de Poznan ((en) The Elephants of Poznan, 2000)dans Galaxies no 20 mars 2001

### Autres écrits
- Personnages et points de vue, Bragelonne, 2008 ((en) Characters & Viewpoints, 1988)
- (en) The Good Samaritan, 1989Scénario écrit pour Family Entertainment Network series les dessins animés du Nouveau Testament.
- Comment écrire de la fantasy et de la science-fiction, Bragelonne, 2006 ((en) How to Write Science Fiction & Fantasy, 1990)Prix Hugo 1991 du livre de non-fiction
- (en) A Storyteller in Zion, 1993
- Robota, Seuil, 2003 ((en) Robota, 2003)Illustré par Doug Chiang
- (en) Ultimate Iron Man, 2005Comics
- Article dans la revue "Compute!" Juillet 1983 (Constructing the ideal computer game)

### Jeux vidéo
Orson Scott Card a collaboré au développement de certains jeux vidéo de la compagnie LucasArts dans les années 1990 : Loom, The Secret of Monkey Island (il a écrit les duels d'insultes au sabre), The Dig. Il a par ailleurs travaillé sur le scénario d'une trilogie de jeux vidéo : l'Advent Trilogy. L'échec commercial du premier jeu de la série, Advent Rising, a marqué le coup d'arrêt du développement des jeux suivants. Plus récemment, il a collaboré au développement de Shadow Complex, une préquelle de son roman Empire (en).
Il aurait aussi participé au scénario de Dragon Age 2 jeu sorti en 2011. (référence : crédit de fin du jeu)

## Récompenses
- Prix Hugo :
  - Meilleur roman 1986 pour La Stratégie Ender
  - Meilleur roman 1987 pour La Voix des morts
  - Meilleur livre non fictionnel 1991 pour Comment écrire de la fantasy et de la science-fiction
- Prix Nebula
  - Meilleur roman 1985 pour La Stratégie Ender
  - Meilleur roman 1986 pour La Voix des morts
- Prix de l'association des lettrés mormons
- Prix Locus
  - Meilleur roman de science-fiction 1987 pour La Voix des morts
  - Meilleur roman de fantasy 1988 pour Le Septième Fils
  - Meilleur roman de fantasy 1989 pour Le Prophète rouge
  - Meilleur roman de fantasy 1990 pour L'Apprenti
  - Meilleure nouvelle longue 1990 pour Trottecaniche
  - Meilleure nouvelle courte 1990 pour Enfants perdus
  - Meilleur recueil de nouvelles 1991 pour Portulans de l'imaginaire
  - Meilleur roman de fantasy 1996 pour Le Compagnon
- Prix Cosmos 2000
  - Meilleur roman 1988 pour La Voix des morts
  - Meilleur roman 1994 pour Xénocide
- Prix World Fantasy
  - Meilleur roman court 1987 pour Hatrack River